# Cesáreo Rodríguez-Aguilera Conde
Cesáreo Rodríguez-Aguilera Conde (Quesada, Jaén, 1916 - Barcelona, 11 de novembre de 2006) fou un jurista i crític d'art espanyol.
Es doctorà en dret el 1948 a la Universitat de Madrid, i poc després va exercir de jutge a Barcelona. El 1953 ascendí a magistrat i fou enviat a Palma, però demanà l'excedència i exercí d'advocat a Barcelona del 1954 al 1961, quan reingressà a la carrera judicial. El 1978 fou president de l'Audiència Provincial de les Illes i el 1983 de la de Barcelona, i el 1985 vocal del Consell General del Poder Judicial (1985). A les eleccions generals espanyoles de 1986 fou elegit senador pel PSC-PSOE. Durant el seu mandat fou president de la Comissió de Justícia del Senat i membre suplent de la Diputació Permanent. El 1987 fou nomenat defensor del client de les caixes d'estalvi de Catalunya.
Interessat per l'art, durant l'estada a Barcelona va contactar amb el grup Dau al Set i va fer crítica d'art a la seva revista. Va promocionar l'obra de Rafael Zabaleta, col·laborà amb Eugeni d'Ors als Salones de los Once i a les exposicions de l'Academia Breve de la Crítica de Arte, i fundà i vicepresidí l'Associació d'Artistes Actuals entre 1956 i 1960. Fou membre de l'Academia de San Fernando i va obtenir la Creu d'Honor de Sant Ramon de Penyafort. El 1993 va rebre la Creu de Sant Jordi.

## Obres
- Manual de derecho de Marruecos (1952)
- El lenguaje jurídico (1969)
- La realidad y el derecho (1974)
- Pintura catalana contemporánea (1952)
- Antología española del arte contemporáneo (1955)
- Picasso 85 (1968)
- Antonio Machado en Baeza (1967)
- Crónica de arte contemporáneo (1972)
- Aproximación a la filosofía del arte moderno (junt amb G. Sabater) (1982)
- L'art català contemporani (1982)
- Zabaleta de Quesada. Del pueblo a la modernidad (1990)
- Antología breve (1986, 1998)
- Viajes, diálogos e ideas con Camilo José Cela (2001)